# ديفيد دبليو. دنيس
ديفيد دبليو. دنيس (بالإنجليزية: David W. Dennis)‏ هو محامي وسياسي أمريكي، ولد في 7 يونيو 1912 بواشنطن العاصمة في الولايات المتحدة، وتوفي في 6 يناير 1999 في الولايات المتحدة. حزبياً، نشط في الحزب الجمهوري. انتخب عضو مجلس نواب إنديانا وانتخب عضو مجلس النواب الأمريكي.